# 831
Раннє Середньовіччя •  Епоха вікінгів •  Золота доба ісламу •  Реконкіста.

## Геополітична ситуація
У Східній Римській імперії триває правління Феофіла. У Франкському королівстві при правлінні Людовика Благочестивого розпочалася смута. Північ Італії належить Каролінзькій імперії, Рим і Равенна під управлінням Папи Римського, герцогства на південь від Римської області незалежні, деякі області на півночі та на півдні належать Візантії. Піренейський півострів, окрім Королівства Астурія, займає Кордовський емірат. Вессекс підпорядкував собі більшу частину Англії. Існують слов'янські держави: Перше Болгарське царство, Моравське князівство, Нітранське князівство.
Аббасидський халіфат очолює аль-Мамун. У Китаї править династія Тан. Велика частина Індії під контролем імперії Пала. В Японії триває період Хей'ан. Хозарський каганат підпорядкував собі кочові народи на великій степовій території між Азовським морем та Аралом. Територію на північ від Китаю займає Уйгурський каганат.
На території лісостепової України в IX столітті літописці згадують слов'янські племена білих хорватів, бужан, волинян, деревлян, дулібів, полян, сіверян, тиверців, уличів. У Північному Причорномор'ї співіснують різні кочові племена, зокрема булгари, хозари, алани, тюрки, угри, кримські готи. Херсонес Таврійський належить Візантії.

## Події
- Імператор Людовик Благочестивий на загальній раді в Аахені визначив новий порядок успадкування, за яким Лотар отримав Італію, Піпін — Аквітанію, Людовик — східну частину імперії, Карл — західну.
- Аглабіди захопили майже всю Сицилію, крім Сіракуз, і утоворили там емірат.
- Граф Васконії Азнар Санчес збунтувався проти Піпіна I Аквітанського й приєднав своє графство до Памплонського королівства, майбутнього королівства Наварра.
- Ханом Першого Болгарського царства став Маламир.
- Християнський місіонер Ансгар заснував церкву в шведському торговомі місті Бірці.